# كرولا (فرقة موسيقية)
الكرولا (بالإنجليزيّة: Krewella) هي فرقة موسيقيّة أمريكية تعزف موسيقى الرقص الإلكترونيّة، من منطقة نورث بروك إلينوي بالولايات المتحدة، تشكلت الفرقة عام 2007. تتكون الفرقة من الأختين جيهان وياسمين يوسف. كانت الفرقة أول الأمر ثلاثيّة، وكان العضو الثالث والمنتج للفرقة هو كريس ترندل والذي غادر الفرقة عام 2014. صدرت أول أسطوانة مطولة EP لهم «بلاي هارد Play Hard» في 18 يونيو عام 2012 بشكل حصريّ عند منفذ بيتبورت، ثم أُصدرت رقميًا في منصات أخرى في 26 يونيو عام 2012. صدر الألبوم الأول لهم «جيت ويت Get Wet» في 24 سبتمبر عام 2013 على آي تونز. يوصف أسلوبهم الموسيقيّ بالروك الراقص أو البوب الراقص أو موسيقى الرقص الإلكترونيّة. تأثر أسلوب كرولا بالعديد من الأنواع الفرعيّة من الموسيقى الإلكترونيّة مثل الهاوس Progressive house والإليكترو ودبستيب ودرام آند باس Drum and bass وتراب ميوزيك trap music وفيوتشر باس future bass. يرجع اسم هذه الفرقة إلى هجاء جيهان الخاطئ لكلمة Cruel عندما بدأت الفرقة العزف، وليس لها علاقة بـ Cruella de Vil.

## التاريخ

### 2007:2013 التكوين وبدايات السيرة الموسيقية
تشكلت الكرولا في عام 2007 وتكونت من الأختين جيهان وياسمين يوسف، والذي كان أبوهما من أصل باكستانيّ، بالإضافة للمنتج كريس ترندل. تقابل الثلاثة كتلاميذ في مدرسة جلينبروك نورث الثانويّة Glenbrook North. تعتبر موسيقاهم مزيجًا بين الإليكترو هاوس ذاتيّ الإنتاج ودبستيب، مع تأثرهم بعدد من أنواع موسيقى الرقص الإلكترونيّة الأخرى. يحتوي جسد الأعضاء الثلاثة على وشم (تاتو) بالأرقام "6-8-10" احتفالًا بتاريخ 8 يونيو 2010 وهو التاريخ الذي قرر فيه الأعضاء التخلي عن حيواتهم المهنيّة السابقة لصالح الفرقة.
في ديسمبر عام 2011 أصدرت مونستركات أول أغنية فرديّة بعنوان "Killin' It." والتي رُوج إليها على مواقع التواصل الاجتماعيّ في الصفحات الخاصة بالفرقة وعلى اليوتيوب بشراكة قنوات داعمة مختصة بموسيقى الرقص الإلكترونيّة. أطلقت الفرقة في يونيو عام 2012 أول أسطوانة مطولة لهم بعنوان بلاي هارد. كان الألبوم رقم واحد في مذياع Dance Radio Airplay ووضعت الأغنية على قوائم «بوب راديو آيربلاي Pop Radio Airplay».
تصدرت الكرولا مهرجانات حول العالم منها مهرجان ألترا ميوزيك Ultra Music Festival وكرنفال إليكتريك ديزي Electric Daisy Carnival وستيريوسونيك Stereosonic، وفازت عروضهم الحيّة بجائزة الرقص الموسيقيّ الدوليّة "Best Breakthrough Artist." عام 2012.
بعد عروضهم في ألترا ميوزيك أعلنت بيلبورد Billboard أن «كرولا في طريقها إلى العظمة» وبعدها تصدر ألبومهم الأول «جيت ويت» قائمة أفضل 10 ألبومات في قائمة الـ200 الساخنة لبيلبورد في الأسبوع الأول لطرحه.

### 2014:2015 القضية ورحيل ترندل
أعلنت الفرقة عام 2014 الشراكة بينهم وبين عائلة فرق موسيقى الرقص الإلكترونية «لايف ستايل EDM lifestyle brand Electric Family» لإنتاج مجموعة من الأساور يكون عائد ربحها راجعًا إلى المؤسسة الخيريّة «ارقص من أجل المشلولين Dance For Paralysis» وتمكنوا من تجميع 17 ألف دولار حتى إبريل عام 2014.
أعلن ترندل في سبتمبر من العام 2014 أنه انفصل عن عمله مع كرولا ثم أقام قضية في المحكمة متهمًا الأختين بالاستحواذ على 5 ملايين دولار من مستحقاته. ترافعت الأختين عن نفسيهما قائلتين أن ترندل لديه مشكلات إدمانيّة وكحوليّة. أصدرت الفرقة في 24 نوفمبر عام 2014 أغنية «ساي غودباي (قل وداعًا)» بعد رحيل ترندل مما يعكس تأثرهما برحيله والدعوى التي أقامها ضدهما. وفي 23 مارس عام 2015 أصدرت الفرقة أغنية "Somewhere to Run" من إنتاج «بيغبورد نيردس» وآخرين.

### 2016: أميونيشن
أعلنت كرولا عام 2015 أنهم يعملون على عرض مطوّل، سيكتمل بحلول جولة عام 2016. وقبل حلول موعد الإطلاق، ظهرت العديد من المقاطع عن الموسيقى القادمة مثل أغنيات «بروكن ريكورد Broken Record» و«هيلتر سكلتر Helter Skelter» و«بيغرز Beggars» و«فرندس Friends» و«سوبرستار Superstar» (مع بيغبورد نيردس). أُصدرت أغنية «بيغرز» في 29 إبريل عام 2016، وأعلنت كرولا أن «بروكن ريكورد» ستصدر قبل «أميونيشن Ammunition» بأسبوع.
كانت الفرقة جاهزة للانطلاق في مهرجان inaugural Electronic Music Awards والذي كان من المقرر أن يقام في 23 إبريل 2016 ولكنه تأجل لوقت لاحق في العام.
في 29 إبريل عام 2016 أطلقت كرولا فيديو مدته 30 ثانية تغني فيه ياسمين الراب على نمط أغنية كاني ويست Kanye West المسماة "I Love Kanye" وهي تقول: «تبا لذلك، سوف نعطيكم جميعًا الجديد من كرولا» وذلك قبل إطلاق أغنية «بيغرز» مع ديسكورد Diskord. كما أُطلق فيديو الموسيقى في نفس الوقت.
في 4 مايو 2016 أطلقت الفرقة فيديو يحمل عنوان «الحب، يازي Love, Yazzy» كانت تتحدث فيه ياسمين للجمهور عن ذكرياتها مع الفرقة منذ البداية، وقالت في نهاية الفيديو أن موعد إطلاق «أميونيشن» سيكون في 20 مايو 2016. وبعد ذلك بيومين أصدرت جيهان فيديو بعنوان «الحب، جيهان Love, Jahan» تحدثت فيه عن الاتحاد و«كرو بلا حدود» قبل إعلان الجولة الجديدة «سويت بوكس SWEATBOX».
في 10 مايو 2016 أصدرت الفرقة أغنيتهم الفرديّة الجديدة «بروكن ريكورد».
في 27 مايو 2016 ظهرت الفرقة بأغنية فرديّة جديدة تسمى «سوبرستار» مع «بيغبورد نيردس» ودي جي «نتمر NGHTMRE».

### من 2017 إلى الآن: نيو ورلد (العالم الجديد: ألبوم)، الجزء الأول
في مقابلة مع غاري فيي Gary Vee صرّحت الأختان أنهما تعملان على أعمال ما بعد «أميونيشن». وقاموا بتقديم بعض الدعايا عن ذلك. من ضمن تلك الدعايا كانت عن «تيم» والتي أطلقت كأغنية مفردة في ديسمبر، ويظهر بها موسيقى البوب أكثر مما يظهر بـ«أميونيشن». لمَّحت كرولا عن أغنيتين جديدتين على موقع سناب شات بينما كانوا يعزفون في سيدني من أجل «عام حواء الجديد New Year's Eve»، إحدى الأغنيتين يدعى "Be There". أصدرت الفرقة العديد من الدعايا بعد ذلك. صدرت "Be There" متأخرة عن موعدها المقرر في نهاية مارس، لتصدر بعد ذلك في 10 مايو 2017. كما أن الأختين أعلنتا عن تسجيلاتهما الخاصة باسم «ميكسد كدز ريكوردس» لتكون الأغنية أول إصدار لشركتهما الجديدة.
في 2017، تشاركت الفرقة مع برنامج الرقص واللياقة «زومبا» وأنتجوا أغنية بعنوان "I Got This" دعمًا لبرنامجهم الجديد «سترونج» والذي يربط التمرينات الرياضيّة مع الموسيقى المغذيّة للطاقة. عزفت الفرقة في 17 مايو في حفلة اللياقة 'fitness concert' في «زومبا» حيث عزفت الفرقة بينما كان المدربون والمشاركون يؤدون تمرينات راقصة. أعلنت الفرقة عن أغنية جديدة بعنوان "Thrilla" والتي تبعت إطلاق أغنية أخرى في 31 مايو 2017 بعنوان "Love Outta Me"، وأصدرت الفرقة بعد ذلك الجزء الأول من الألبوم الجديد «نيو ورلد» في 8 يونيو عام 2017، ثم أعلنوا بعد ذلك عن جولة «نيو ورلد» بفيديو من منصة «علاء الدين Aladdin».
قدرت كرولا وقت إطلاق «الجزء الثاني من نيو ورلد» في منتصف 2017 ثم بعد ذلك في سبتمبر 2017 وقبل جولة «نيو ورلد» ولكن لم يتحقق ذلك في أي من التاريخين. ظهرت العديد من الإعلانات عن الأغاني الجديدة ومنها: "dead af" و"Rise Up" و"New World" (مع Yellow Claw) و"Angels Cry" و"Thrilla" وغيرها من الأغاني.
في 31 أكتوبر ظهرت كرولا في عرض حيّ من جولتهم بالحافلة في التطبيق الإلكترونيّ للموسيقى الراقصة الإلكترونيّة 'WAV'، وأعلنت فيه الفرقة أن «نيو ورلد 2» على وشك الانطلاق في 2018 وأعلنت عن 5 أغاني جديدة: "Run Away" و"Bad Liar" و"Alarm" و"Ain't That Why" (مع R3HAB) و"Another Round" (مع بيغبورد نيردس) و"Angels Cry".
أعلنت الفرقة عن إصدار جديد من "New World" بالتعاون مع مغني الراب الصينيّ فافا. وبينما كانت كرولا بالصين، نشروا على مواقع التواصل الاجتماعيّ مع فافا وظهروا في حفلة في بكين وصوروا فيديو موسيقيّ لهذا الإصدار من الأغنية صدر في 2018 في يناير.
في 4 يناير 2018 ظهرت الفرقة في عرض حيّ على إنستغرام بينما كانوا يقومون بتحضير أغنيتهم الجديدة "Alibi" والتي أطلقت في 13 فبراير مع فيديو موسيقي، ثم الأغنية التالية لها "Runaway" في 4 إبريل 2018.
وفي 29 يونيو 2018 أصدرت كرولا مقطع "Bad Liar". وفي يوليو من عام 2018 كانوا جاهزين أن يشتركوا في المسلسل الباكستانيّ «كوك ستوديو Coke Studio» الموسم 11 وكجزء من إعلان المسلسل بأغنية "Hum Dekhenge".

## الأعضاء
- جيهان يوسف: دي جي، وغناء، وإنتاج، وكتابة، عضو في الجولات من 2007 حتى الآن.[32][33]
- ياسمين يوسف: دي جي، وغناء، وكتابة، وإنتاج، والتحكم بالموسيقى FX من 2007 حتى الآن.[32][34]
- كريس ترندل: دي جي، وإنتاج، والتحكم بالموسيقى FX من 2007 حتى 2014.[32][35]
- فرانك زومو: عزف على الدرامز من 2015 حتى 2016.[36]
- ماكس بيرنستين: على جيتار الإيقاع والجيتار الأساسيّ ولوحة المفاتيح (الكيبورد) من 2015 حتى 2016.[37]

## روابط خارجية
- كريولا على موقع ميوزك برينز (الإنجليزية)
- كريولا على موقع رولينغ ستون (الإنجليزية)
- كريولا على موقع أول ميوزيك (الإنجليزية)
- كريولا على موقع ديسكوغز (الإنجليزية)